# Joseph Semah

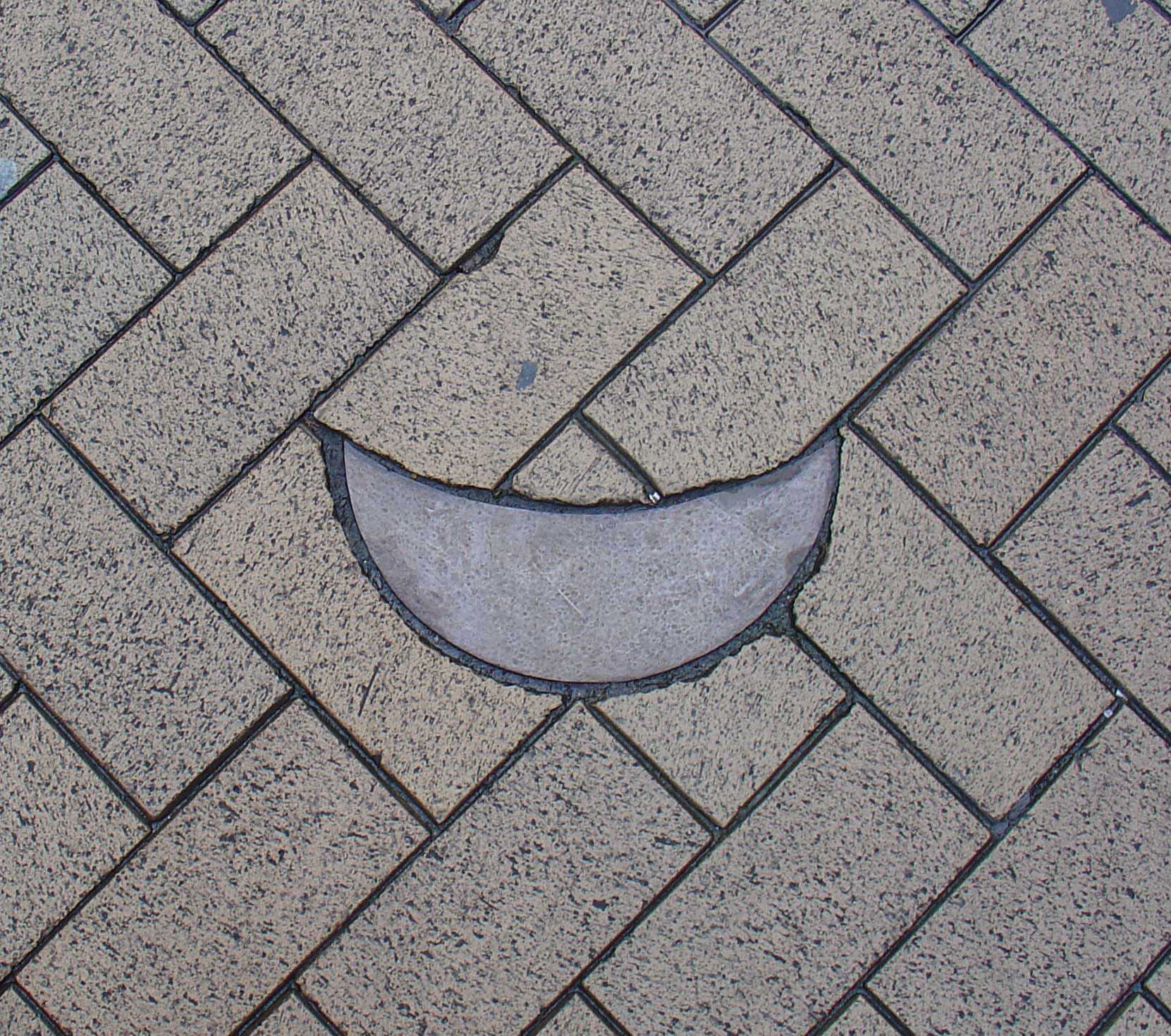
Galgal Hamazalot, Folkingestraat Groningen (1997)

Joseph Semah (Bagdad, 24 februari 1948) is een Israëlisch-Nederlandse beeldend kunstenaar.

## Leven en werk
Semah werd geboren in Irak en groeide vanaf 1950 op in Tel Aviv, waar hij tot 1973 werkzaam was als beeldend kunstenaar. In dat jaar vestigde hij zich in Europa, waar hij werkte in Londen, Berlijn en Parijs. Sinds 1980 woont en werkt hij in Amsterdam als beeldhouwer en installatiekunstenaar.

## Galgal Hamazalot
Voor het project Verbeeld verleden in de Groningse Folkingestraat, maakte hij Galgal Hamazalot, een elfdelig kunstwerk over de gehele lengte van de straat met elf bronzen schijngestalten van de maan, als herinnering aan de Joodse bewoners, die hier voor de Tweede Wereldoorlog woonden.
Het woord maan betekent in het Hebreeuws oog en is bovendien verbonden aan het getal elf omdat in het Hebreeuws getallen aan woorden zijn gekoppeld. Voor Semah vormt de maancyclus een metafoor voor de levenscyclus en de cycli waaruit geschiedenis en toekomst zijn opgebouwd.
*Bron: Kunst op Straat

## Enkele werken
- Zeven-vinger bruggen (1996), Elst
- De as (1996), Munnikenpark in Zwijndrecht
- Galgal Hamazalot (1997), Groningen

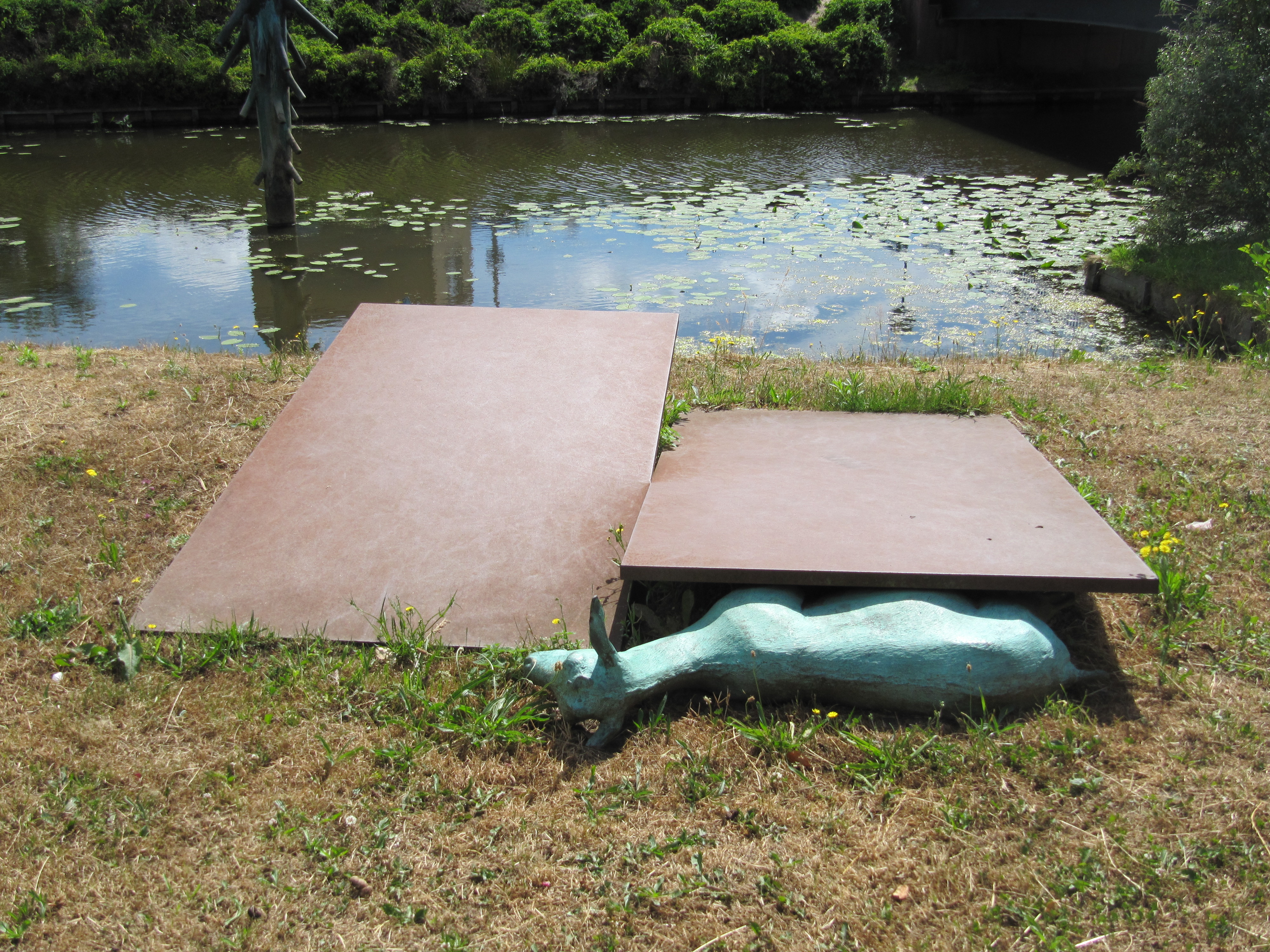
Het Geheim: Het open boek van Poliphilo- 22-delig (1997), wijk Kattenbroek in Amersfoort
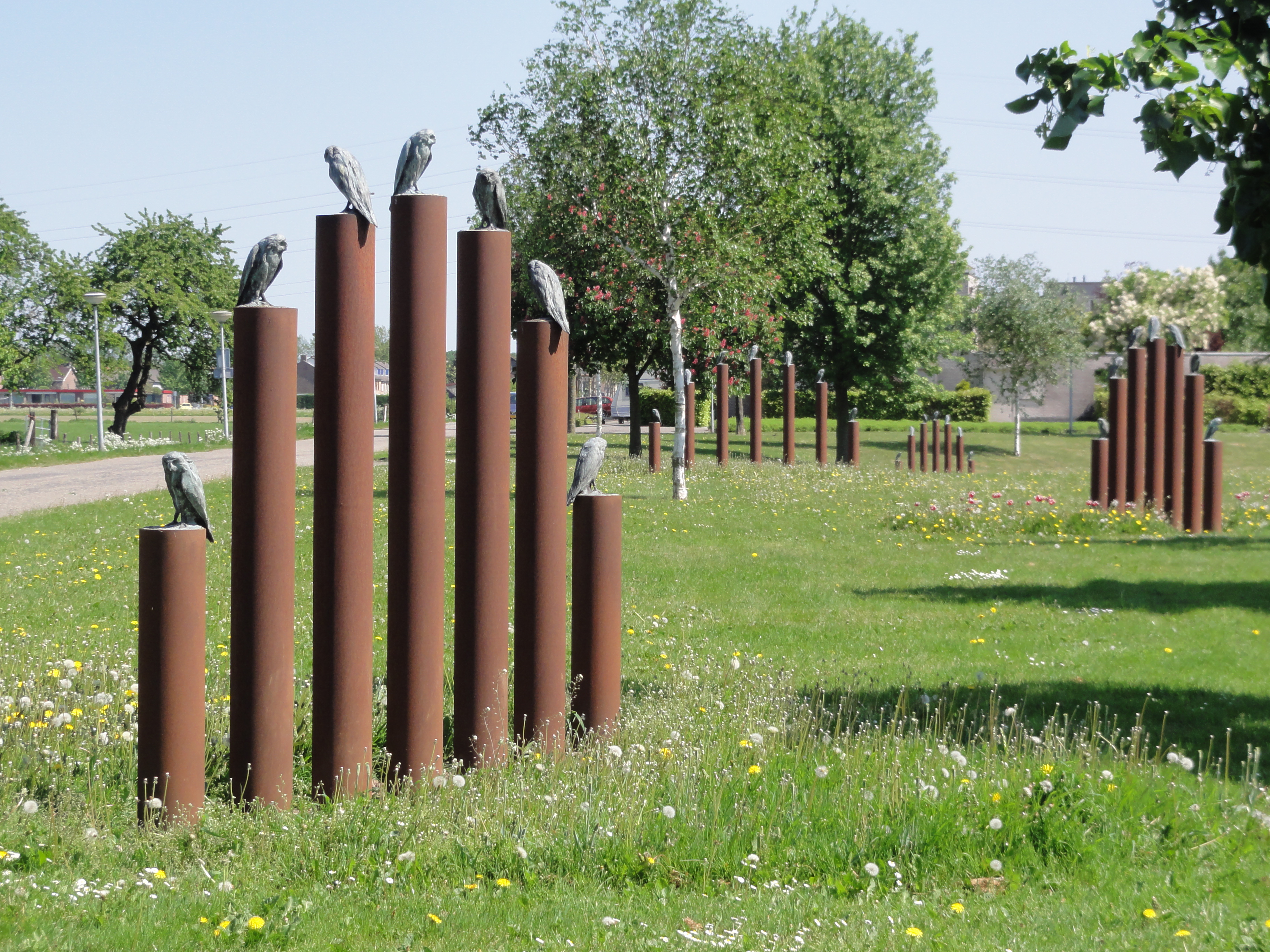
Zeven-vinger bruggen, Elst
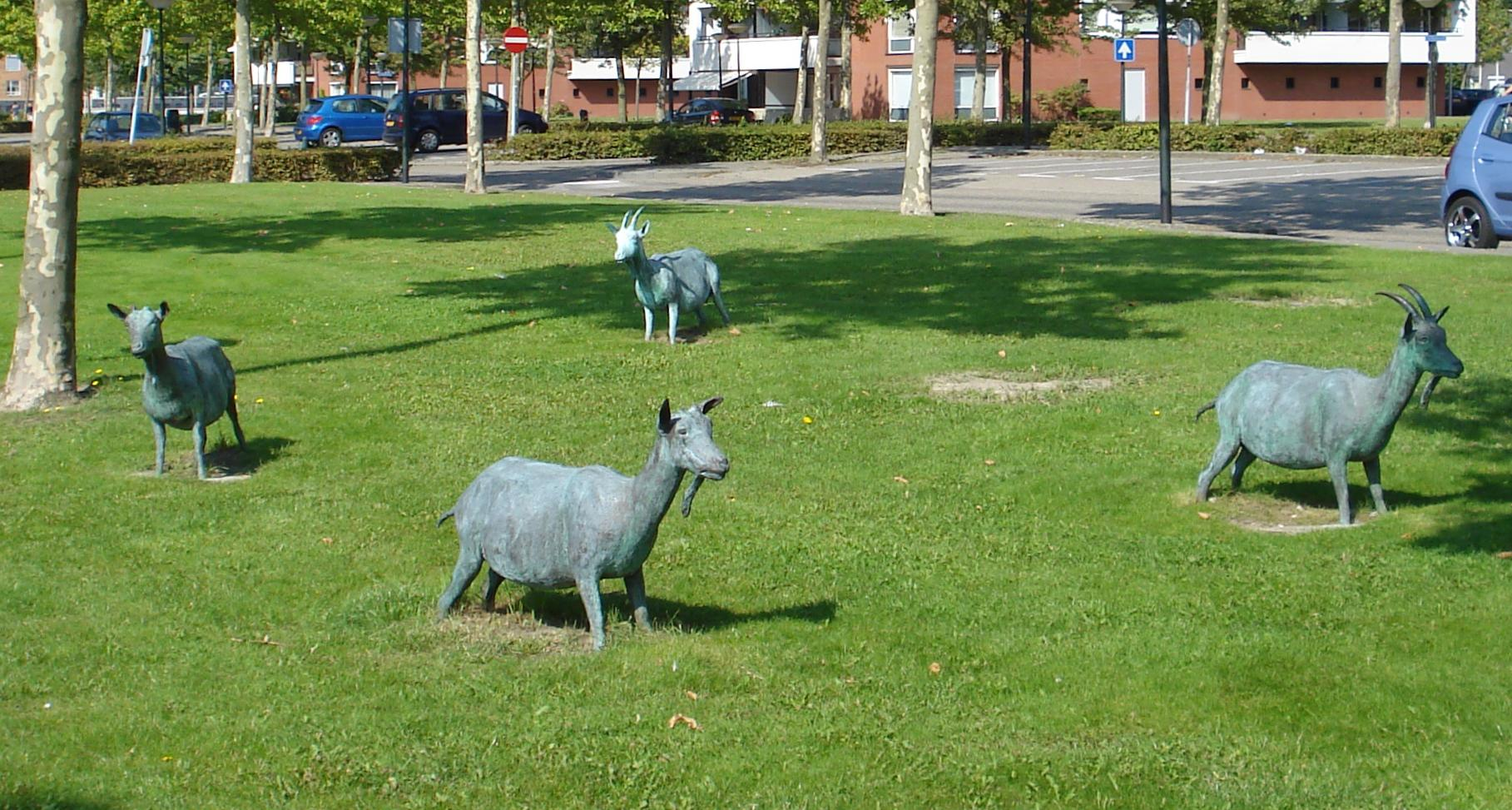
Geiten (1999), Boulevard in Bergen op Zoom
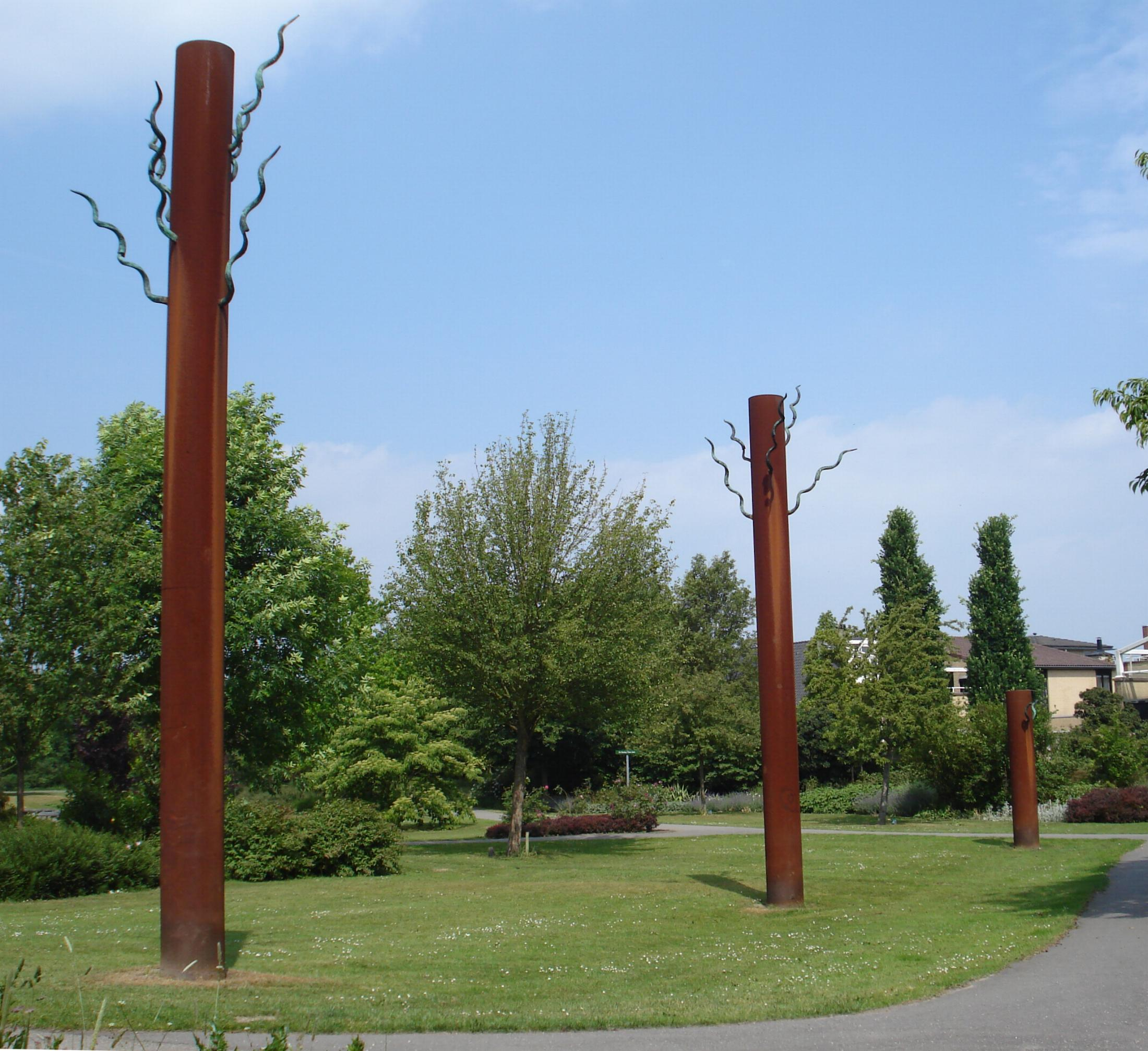
De as, Zwijndrecht
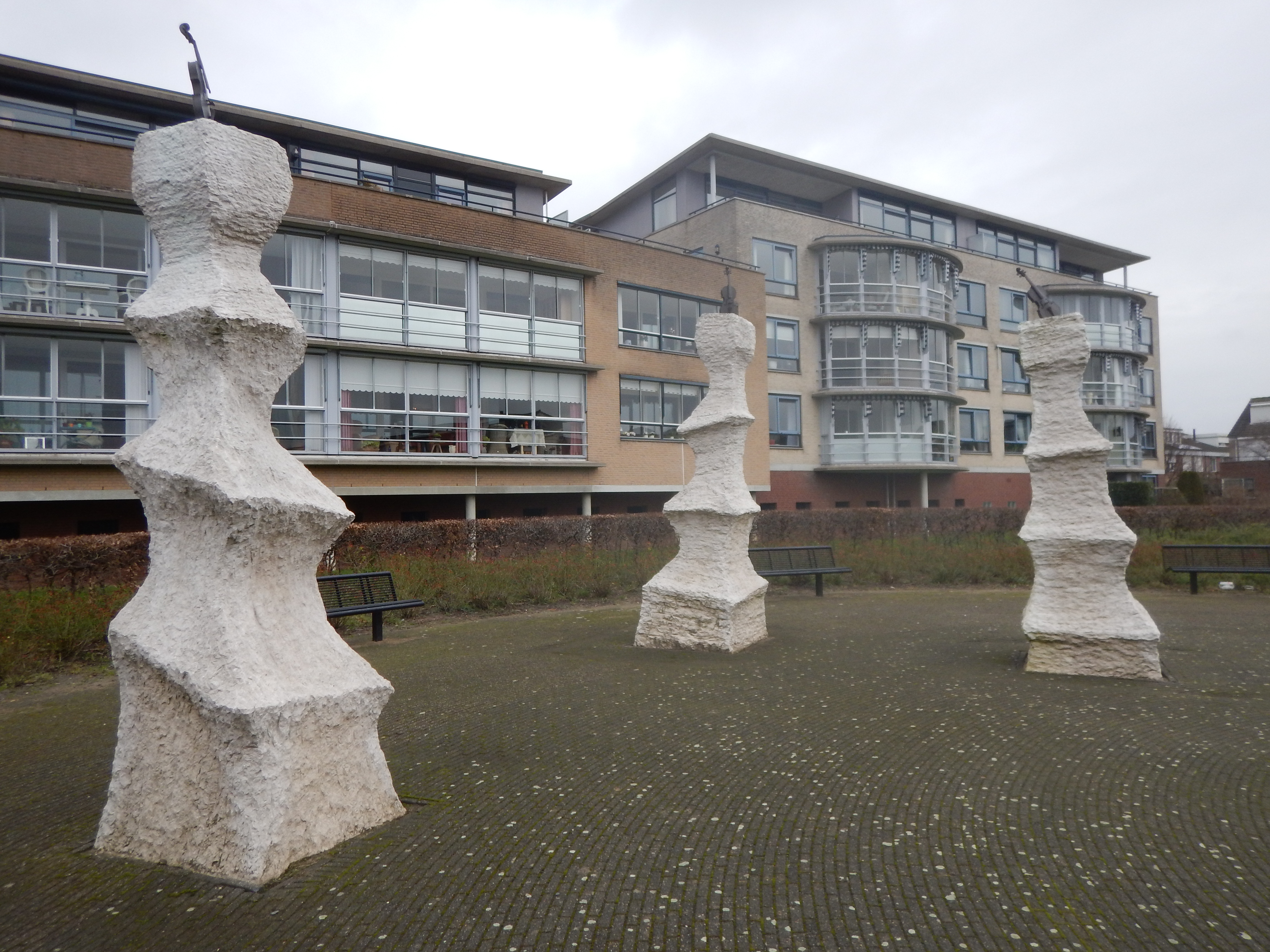
Full Moon II (2002), Barendrecht
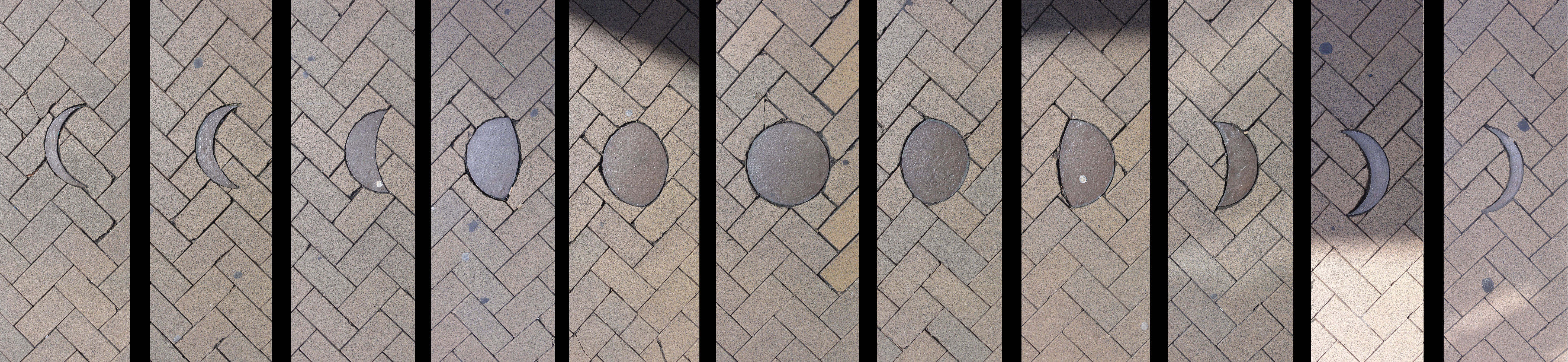
'Galgal Hamazalot (alle elf delen) door Joseph Semah in de Folkingestraat Groningen (1997)

- Fool Moon 8-delig (2001), Saenredam-eiland in Barendrecht